# Масимо Дути
Масимо Дути (Massimo Dutti) е компания за облекла, част от групировката „Индитекс“.
Създадена е през 1985 и първоначално е специализирана в производството на мъжка мода. През 1991 година Индитекс придобива 65% от нея, а по-късно я купува изцяло (1995). Продуктовата гама се разширява, започват да се произвеждат и дамска и детска мода, както и парфюми. Днес компанията има 471 магазина в над 30 страни. Седалището ѝ се намира в Каталония.
1. ↑  www.massimodutti.com
2. ↑  www.massimodutti.com